# ستايسي تومسون
ستايسي تومسون (بالإنجليزية: Stacey Thomson)‏ هي مقدمة تلفزيونية وبيطرية أسترالية، ولدت في 27 أغسطس 1964 في بريزبان في أستراليا.

## وصلات خارجية
- ستايسي تومسون على موقع IMDb (الإنجليزية)
- ستايسي تومسون على موقع قاعدة بيانات الفيلم (الإنجليزية)